# Кулундинско езеро
Кулундѝнското езеро (на руски: Кулундинское озеро) е солено, безотточно езеро в Азиатската част на Русия, Алтайски край. С площ от 728 km² е най-голямото езеро в Алтайски край и 19-о по големина в Русия.
Кулундинското езеро е разположено в североизточната част на Кулундинската равнина (южната част на Западен Сибир), в западната част на Алтайски край, на 98 m н.в.
Кулундинското езеро е най-голямото от Алтайско-Кулундинската езерна група. То представлява остатъчен водоем, образуван при изсушаването на по-рано съществуващ голям езерен басейн в района. Южните и западните брегове на езерото са ниски и заблатени, с многочислени пясъчни коси и плитчини, а северните са стръмни. В източната му част има много непостоянни пясъчни острови. Източният бряг е силно разчленен със заливи, като тук бреговете му са засолени и без растителност. Климатът в района на водосборния му басейн е континентален и се отличава с горещо и сухо лято и студена и суха зима. Средната януарска температура е -18 °C, юлска 21 °C. годишна сума на валежите 250 – 350 mm. През зимата тънката снежна покривка се издухва от силните степни ветрове.
Площта на безотточното солено езеро е силно променлива: от 615 km2 до 770 km2, като средната площ е 728 km2. Поради това, че езерото е безотточно нивото на водата му е подложено на вековни и многогодишни колебания., отразяващи измененията на овлажняването на климата в района. В миналия век най-високо ниво се е наблюдавало през 1915 – 16 г., а най-ниско – през 1936 г. Преди около 200 години езерото е имало значително по-големи размери, а нивото му е било с 13 – 14 m по-високо. Подхранването му е предимно от топените на снеговете, като определена роля играят и подземните води. Има ясно изразени сезонни колебания: през май и юни нивото се покачва с 0,2 – 0,3 m, след което настъпва спадане с 0,25 до 0,5 m.
Обемът на езерото е 1,8 km3, с почти кръгла форма с диаметър около 35 km. То е плитко, като максималните дълбочини достигат до 5 m.
Водосборният басейн на Кулундинското езеро е 24 100 km2, като се простира основно на територията на Алтайски край. В източната му част се вливат двете най-големи подхранващи го реки: Кулунда (412 km) и Суетка. От югоизточния ъгъл на езерото периодично при високи води чрез проток се оттича вода от него в намиращото се на 5 km от него Кучукско езеро, нивото на което с 2 m по ниско. На протока е изградена преградна стена, която регулира оттока на Кулундинското езеро.
Минерализацията на водата в езерото в зависимост от годишния сезон се колебае от 70 – 100 до 260 гр/л и има горчиво-солен вкус. По своя химичен състав водата в езерото близка до този на водата в Мъртво море.
Кулундинското езеро се намира в ужасно състояние – значително се съкращава площта му и се намалява числеността на обитаващите по бреговете му птици и животни. Основните опасности за екосистемата му и околните степи са: урегулираните оттоци на реките, вливащи се в него, масовото източване на подпочвените води в района му, бракониерския лов и замърсяването ми с отточни води.

## Топографски карти
- Лист от карта N-44.